# Anomala rugulicollis
Anomala rugulicollis är en skalbaggsart som beskrevs av Ohaus 1936. Anomala rugulicollis ingår i släktet Anomala och familjen Rutelidae. Inga underarter finns listade i Catalogue of Life.